# Diploten
Diploten - (gr. diplos - podwójny); czwarty etap profazy I mejozy występujący po pachytenie, a przed diakinezą. 
Podczas diplotenu następuje:
- oddzielanie się od siebie chromosomów homologicznych w wyniku zanikania kompleksu synaptemalnego, z wyjątkiem chiazm, oraz następuje uwolnienie chromosomów z połączeń z otoczką jądrową. Jeżeli w danym biwalencie nie zaszło wcześniej crossing-over, chromosomy rozdzielają się całkowicie.
- u niektórych ssaków, owadów i grzybów podczas wczesnego diplotenu pojawia się stadium rozproszone (dyfuzyjne), w którym chromosomy dekondensują i czasami mogą powrócić prawie do stanu interfazowego.